# Seredné
Seredné (ukrajinsky Середнє; rusky Среднее; maďarsky Szerednye) je městys (ukrajinsky selyšče) ležící v okresu Užhorod Zakarpatské oblasti, na úpatí Karpat, asi 20 kilometrů jihovýchodně od Užhorodu vedle rychlostní silnice směrem na Mukačevo. V roce 2007 mělo 3500 obyvatel. 
Částí obce Seredné je Vovkove. V celé obci žilo (v roce 2025) 4242 obyvatel.

## Seredňanská územní komunita (hromada)
V Seredném je administrativní centrum územní komunity, do které patří kromě Seredného též:
| Název             | Název            | Název                         | Název         |
| přepis do latinky | ukrajinsky       | česky a slovensky             | maďarsky      |
| ----------------- | ---------------- | ----------------------------- | ------------- |
| Andrijivka        | Андріївка        | Andrašovce                    | Andrásháza    |
| Antalovci         | Анталовці        | Antalovce                     | Antalócz      |
| Chudlovo          | Худльово         | Chudlovo                      | Horlyó        |
| Dubrivka          | Дубрівка         | Dubrovka                      | Ungtölgyes    |
| Hajdoš            | Гайдош           | Gajdoš Velký                  | Nagygajdos    |
| Irljava           | Ірлява           | Orlova                        | Ungsasfalva   |
| Kybljary          | Кибляри          | Kibral, Kobyláry              | Köblér        |
| Linci             | Лінці            | Línce                         | Unggesztenyés |
| Ljachivci         | Ляхівці          | Lehovce                       | Lehóc         |
| Packaňovo         | Пацканьово       | Patkaňovo                     | Patakos       |
| Čabanivka         | Чабанівка        | Bačava                        | Bacsó         |
| Čertež            | Чертеж           | Čertyž                        | Ungcsertész   |
| Verchňa Solotvyna | Верхня Солотвина | Solotvina Vyžní,Vyšná Slatina | Felsőszlatina |
| Vovkove           | Вовкове          | Vovkove                       | Ungordas      |

## Historie
První zmínka o tomto městysu pochází ze 13. století. Historie Seredného je spjata s historií zdejšího hradu. Od počátku 15. století zde sídlil rod Pálócziů; v 16. století bylo Seredne, spolu s vesnicemi k němu patřícími, v jejich majetku. Antal Paulozzi, poslední mužský člen rodu, zemřel na bitevním poli u Moháče v roce 1526. Protože neměl žádné mužské potomky, přešly jeho statky na šlechtický rod Dobó, který s ním byl blízce příbuzný. Rod Dobó nechal přestavět zdejší hrad a zasloužil se o rozvoj vinařství ve Sredném a okolí, které se stalo základem jejich jmění.V 17. a 18. století se majitelé hradu několikrát vystřídali – vlastnili ho rody Drugethů, Perényiů a Barkóczyů. V letech 1703-11 byl hrad těžce poškozen během národního osvobozeneckého povstání vedeného Františkem II. Rákóczim. Po potlačení povstání  prováděla habsburská vojska v zakarpatských vesnicích trestný teror, protože mnoho místních rusínsko-kuruckých rolníků se aktivně účastnilo povstání na straně Františka II. Rákócziho.Důsledkem teroru bylo masivní vylidňování vesnic a měst. V roce 1720 žily ve Seredném pouze 2 místní rodiny, 19 přistěhovaleckých rodin a 11 šlechtických rodin. Do uzavření Trianonské smlouvy byl městy součástí Uherska, poté se stal součástí Československa. Za první československé republiky zde byl obecní notariát, četnická stanice a poštovní úřad. Z počátku první republiky byl dokonce okresním městem Užské župy. K roku 1930 zde žilo 2279 obyvatel (z toho 46 % se hlásilo k národnosti rusinské, 25 % k židovské, 17 % k československé a 7 % k maďarské). V roce 1945 byl městys s okolím připojen k Ukrajinské SSR.
Přes Seredné vedla železniční trať Užhorod–Seredné–Antalovce.

## Pamětihodnosti
- Hrad Seredné, zřícenina

- Historické vinné sklepy ze 16. století

- Kostel Nanebevzetí Panny Marie (mukačevská řeckokatolická diecéze).
- Kostel Nanebevzetí Panny Marie (1810), (ukrajinská pravoslavná církev).
- Kostel sv. Lukáše Evangelisty (1805), (římskokatolická církev).
- Palác barona Sandora Gilanyho
- Kaple Všech svatých

## Osobnosti
- István Dobó (asi 1502– 1572), uherský vojevůdce
- Jurij Perevuznik (1903–1966), ministr vnitra Karpatské Ukrajiny